# 蔡簦合
蔡簦合（英語：Chua Teng Hoe），新加坡外交官，曾任新加坡驻广州总领事，现任驻上海总领事。

## 生平
蔡簦合毕业于新加坡国立大学，获文学学士学位。后在南洋理工大学获战略研究科学硕士学位。

### 外交工作
1992年，蔡簦合进入新加坡外交部工作。1994年至1997年派驻香港，2001年至2005年派驻首尔。2010年至2014年，任驻澳大利亚副高级专员。2014年至2016年，任外交部东北亚司副司长。2016年至2020年，任驻广州总领事。2020年5月25日，到任驻上海总领事。

## 荣誉

### 新加坡勋章奖章
- 长期服务奖章（英语：Pingat Bakti Setia）（2015年颁发[2]）